# 下野幸助
下野  幸助（しもの こうすけ、1976年11月7日 - ）は、日本の政治家。立憲民主党所属の衆議院議員（1期）。元三重県議会議員（4期）。
なお、政治活動時においては「しもの幸助」名を使用している。

## 来歴

### 生い立ち
三重県鈴鹿市生まれ。鈴鹿市立白子小学校、鈴鹿市立鼓ヶ浦中学校を経て、電気工事業を営む父の影響で鈴鹿工業高等専門学校に進学。その後、豊橋技術科学大学に編入。短期留学先のカナダで安全保障の重要性を痛感し内閣情報調査室へ就職。情報収集衛星の開発計画などに携わった。
2008年3月に慶應義塾大学大学院経営管理研究科を修了し、アイシン精機に入社。2010年11月に退社。

### 三重県議会議員
内閣情報調査室で北朝鮮のミサイル対応などにあたるうち、政治への関心がふくらんだことから、民主党の政治セミナーに通い、岡田克也らに感化され本格的に政治家を目指した。鈴鹿市に戻り、2011年の三重県議会選挙鈴鹿市選挙区で初当選。4期半ばまで13年半務めた。
2期目までは民主党公認で立候補したが、民進党解党後の2019年三重県議会議員選挙では旧民進党出身者で構成される政治団体「三重民主連合」公認で3選。2020年に（新）立憲民主党の結成に参加した。2023年三重県議会議員選挙では立憲民主党籍のまま新政みえ公認で立候補し4選。

### 国政進出
三重2区を地盤としていた中川正春が2023年6月に引退を表明。立憲民主党三重県連は2023年7月、後継候補として下野を擁立することを発表した。
2024年6月25日朝、伊勢若松駅南側の歩道で演説中、大学職員の男に両手を首締められるなどし、右頬打撲など2週間のけがを負った。男は8月19日に傷害容疑で逮捕されたが、その後不起訴になった。
2024年10月9日に衆議院が解散。同月10日に三重県議の辞職を申し出て三重県議会本会議で許可された。同月27日投開票の第50回衆議院議員総選挙では、三重2区で自由民主党前職の川崎秀人を破り、初当選した。

## 人物
名前は、父が尊敬する実業家の松下幸之助から「幸」と「助」を取った。自身も松下の著書を小学生時代から愛読している。
3歳で水泳を始め、小学生から選手として練習に打ち込んだ。大学からはトライアスロンも開始し、大会出場は10回を超えている。
2児の父。

## 政策・主張

### 憲法
- 憲法改正について2024年衆院選時の読売新聞社のアンケートで「今の憲法を改正することに賛成ですか、反対ですか」と問われたのに対し、「どちらかといえば賛成」と回答している[16]。
- 憲法改正について2024年衆院選時のNHKのアンケートで「憲法9条を改正し、自衛隊を明記することに賛成ですか。反対ですか」と問われたのに対して無回答だった[17]。2024年衆院選時の読売新聞社のアンケートで「憲法を改正して、自衛隊を明記することに賛成ですか、反対ですか」と問われたのには「どちらかといえば賛成」と回答した[16]。

### ジェンダー
- 選択的夫婦別姓制度について2024年衆院選時の読売新聞社のアンケートで「夫婦の名字について、どの考えに最も近いですか」と問われたのに対し、「法律を改正して、選択的夫婦別姓制度を導入する」と回答している[16]。
- 同性婚について2024年衆院選時の読売新聞社のアンケートで「同性同士の結婚を法律で認めることに賛成ですか、反対ですか」と問われたのに対し、「賛成」と回答している[16]。

### 経済
- 経済成長について2024年衆院選時の読売新聞社のアンケートで「経済全体の規模を大きくする「成長」と、富の移転で格差是正を目指す「分配」について、あなたの考え方に近いものは」と問われたのに対し、「どちらかといえば分配を重視すべきだ」と回答している[16]。
- 日本銀行の金融政策について、2024年衆院選時の読売新聞社のアンケートで、２０２４年にマイナス金利政策を解除し、今年3月に政策金利を0〜0.1％程度に引き上げ、7月には0.25％程度への追加利上げを決めた日銀の対応について考えを問われたのに対し、「金利上昇は慎重に行うべきで、ペースを遅らせるべきだ」と回答している[16]。

### 社会保障
- 社会保障費について2024年衆院選時の読売新聞社のアンケートで、高齢化などの影響で増え続けている中、社会保障制度の維持に関して考えを問われたのに対し、「どちらかといえば給付を減らすべきだという考えに近い」と回答している[16]。

### 政治改革
- 政策活動費について2024年衆院選時のNHKのアンケートで「党から議員に支給される「政策活動費」を廃止することに賛成ですか。反対ですか」と問われたのに対して「賛成」と回答した[17]。
- 政治献金ついて2024年衆院選時のNHKのアンケートで「「企業・団体献金」を禁止することに賛成ですか。反対ですか」と問われたのに対して「賛成」と回答した[17]。

## 選挙歴
| 当落 | 選挙                     | 執行日         | 年齢 | 選挙区       | 政党         | 得票数    | 得票率 | 定数 | 得票順位 /候補者数 | 政党内比例順位 /政党当選者数 |
| ---- | ------------------------ | -------------- | ---- | ------------ | ------------ | --------- | ------ | ---- | ------------------ | ---------------------------- |
| 当   | 2011年三重県議会議員選挙 | 2011年4月10日  | 34   | 鈴鹿市選挙区 | 民主党       | 1万4417票 | ーー   | 4    | 4/5                | /                            |
| 当   | 2015年三重県議会議員選挙 | 2015年4月12日  | 38   | 鈴鹿市選挙区 | 民主党       | 1万5724票 | ーー   | 4    | 2/6                | /                            |
| 当   | 2019年三重県議会議員選挙 | 2019年4月7日   | 42   | 鈴鹿市選挙区 | 三重民主連合 | 1万9601票 | ーー   | 4    | 2/5                | /                            |
| 当   | 2023年三重県議会議員選挙 | 2023年4月9日   | 46   | 鈴鹿市選挙区 | 新政みえ     | 1万6827票 | ーー   | 4    | 2/6                | /                            |
| 当   | 第50回衆議院議員総選挙   | 2024年10月27日 | 47   | 三重県第2区  | 立憲民主党   | 9万930票  | 42.01% | 1    | 1/4                | /                            |